# Chase Fieler
Chase Fieler, (Parkersburg, Virginia Occidental, 10 de junio de 1992) es un jugador de baloncesto estadounidense. Con 2,03 metros de estatura, juega en las posición de ala-pívot en el Saga Ballooners de la B.League japonesa. 

## Trayectoria
El ala-pívot se formó en Florida Gulf Coast Eagles y tras no ser drafteado en 2014, su primera experiencia en el baloncesto profesional sería en España, en las filas del Club Ourense Baloncesto.
Al finalizar la temporada se marcharía a Holanda para jugar dos temporadas en las filas del Donar de Groningen. En la segunda temporada realizó unos promedios de 15 puntos, 7.5 rebotes y 3 asistencia en la Eredivisie y 14.4 puntos, 6.8 rebotes y 3.7 asistencia en la FIBA Europe Cup.
En la temporada 2017-18 firma con el Telenet Oostende por dos temporadas.